# Cyartonema elegans
Espèce
Cyartonema elegans est une espèce de nématodes chromadorés de la famille des Cyartonematidae (ordre des Desmoscolecida). 

## Systématique
L'espèce Cyartonema elegans a été décrite en 1977 par Kamath Jayasree (d) et Richard M. Warwick (d).
Le NCBI considère que ce taxon a un classement incertain (incertae sedis) dans l'ordre des Monhysterida.

## Description
Cyartonema elegans est un nématode libre dont le spécimen type a été découvert sur une plage de sable polluée du Firth of Clyde, en Écosse.

## Publication originale
- (en) K. Jayasree et R. M. Warwick, « Free-living marine nematodes of a polluted sandy beach in the Firth of Clyde, Scotland », Journal of Natural History, Taylor & Francis, vol. 11, no 3,‎ juin 1977, p. 289-302 (ISSN 0022-2933 et 1464-5262, DOI 10.1080/00222937700770211).